# NGC 2591
NGC 2591 je galaksija u zviježđu Žirafi.

## Vanjske poveznice
- SEDS: NGC 2591